# Myxobolus chengkiangensis
Myxobolus chengkiangensis is een microscopische parasiet uit de familie Myxobolidae. Myxobolus chengkiangensis werd in 1998 beschreven door Ma. 